# Anton von Schullern zu Schrattenhofen

Anton Ritter von Schullern (1832–1889)

Anton Kaspar Ritter von Schullern zu Schrattenhofen (* 30. Januar 1832 in Innsbruck; † 12. Jänner 1889 ebenda) war ein österreichischer Lyriker und Schulmann aus der Familie Schullern zu Schrattenhofen.

## Familie
Anton von Schullern wird als erster Sohn des Gubernial-Konzipisten Johann Anton Ritter von Schullern zu Schrattenhofen (1797–1855) und der Antonia, geborene Weinhart von Thierburg und Vollandsegg (1795–1846) geboren.
Seine Geschwister waren Marie (1831–1867), vermählte von Klebelsberg zu Thumburg, Anna (1834–1894), vermählte Marchesani, und Josef (1836–1853), der bei einem botanischen Ausflug verunglückte.
Aus seiner Ehe mit Paola Dorothea von Finetti entstammen der Hochschulprofessor für Nationalökonomie Hermann (1861–1931), der Militärarzt und Schriftsteller Heinrich (1865–1955), Elfriede (* 1862), vermählte Abeni, und Oswald (* 1872), der seit seinem 16. Geburtstag als verschollen gilt.

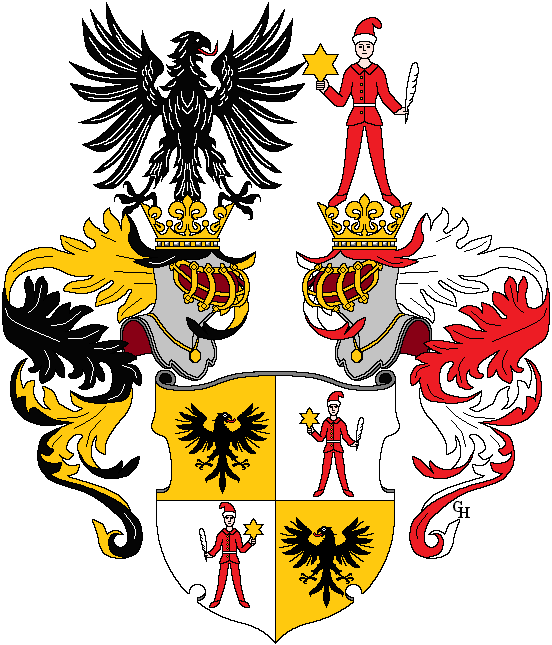
Wappen der Ritter von Schullern zu Schrattenhofen

## Ausbildung

### Studium
Anton besuchte die Gymnasien in Trient und Innsbruck, legte 1850 die Reifeprüfung ab und widmet sich dem Studium der Rechtswissenschaften. Nebenbei beschäftigte er sich mit der italienischen Sprache und wandte sich bald hauptsächlich germanistischen Studien und der Dichtkunst zu, die ihn sein ganzes Leben begleitete. Er interessierte sich auch für ethische und philosophische Fragen, über die er mit Georg Schenach und mit seinem Freund Tobias Wildauer eifrig disputierte. Im Sommer 1855 bestand er mit ausgezeichnetem Erfolg die Prüfung aus deutscher Sprache und Literatur für das Lehramt an Gymnasien.

### Vertiefende Studien
Als junger Akademiker wirkte Anton als Lehrer der deutschen Sprache am Gymnasium in Innsbruck, dabei fand er Zeit, sich in die Werke Feuerbachs zu vertiefen und setzte seine ästhetischen Studien fort, deren Resultate er zu Vorträgen über die äußere Form in der Poesie verwendete, die von ihm im Februar 1856 im Tiroler Landesmuseum Ferdinandeum gehalten wurden. In dieser Zeit stand er im regen Kontakt mit Johannes Schuler, seinem Kollegen am Gymnasium Adolf Pichler und Professor Heinrich Hlasiwetz.
Eine Studienreise nach Dänemark und Schweden hinterließ bei ihm unauslöschliche Eindrücke, sodass er im Oktober 1856 eine mehrmonatige Studienreise nach Berlin unternahm, wo er Bekanntschaft mit den Brüdern Jakob und Wilhelm Grimm sowie Karl Lachmann schloss. Schullern hörte an der Universität die gut besuchten Vorträge von Moriz Haupt, Ernst Siegfried Köpke und anderer Berühmtheiten seines Faches und verbrachte täglich mehrere Stunden auf der Bibliothek, um Gotisch, Althochdeutsch, Angelsächsisch und Schwedisch zu studieren. Auf Anregung seines Freundes Lachmann begann er mit der Übersetzung von Tegners Axel, die 1859 im Druck erschien.

### Militärdienst
Im Kriegsjahre 1859 rückte Anton von Schullern mit der von Franz Thurner aufgestellten Schützenkompanie als Leutnant ins Feld. Er beteiligte sich an einem Treffen am Monte Macao und wurde für seinen Opfermut von Erzherzog Carl Ludwig ausgezeichnet.

## Wirken

### Journalist
Als im Jahre 1862 die liberale Innzeitung gegründet wurde, übernahm Schullern die Schriftleitung. Als Korrespondent in- und ausländischer Medien, wie der Wiener Presse, der Augsburger Allgemeinen Zeitung, der seit Neujahr 1864 in Wien erscheinenden Verfassung, war Anton von Schullern publizistisch tätig. Im Zuge seiner unzähligen Reportagen lernte Schullern den norwegischen Dichter Björnstjerne Björnson kennen. Weitere literarische Freundschaften schloss er mit Georg Herwegh, Henry Longfellow, Wilhelm Jordan, Emil Palleske, Berthold Auerbach und Martin Greif. Im Jahre 1872 starb Professor Joseph Daum, mit dem Schullern viele Jahre in treuer Freundschaft verbunden war. Er setzte ihm ein würdiges Denkmal in der Gedächtnisrede, die er am 29. Februar 1872 im Constitutionellen Verein Innsbruck hielt.

### Dichter und Lyriker
Neben seinen Berufsbeschäftigungen fand Schullern Zeit zur dichterischen Tätigkeit und veröffentlichte humoristische Gedichte wie „Frau Hitt“, „Ein Abend auf dem Achselkopf“. Im „Erzähler“ finden sich von ihm neben kritischen Aufsätzen auch lyrische Gedichte und eine Novelle: „Die Schüchterne. Akten einer Liebesgeschichte“. Er beschäftigte sich auch mit epischer Dichtung: „Das letzte Gericht“, das schon in den „Herbstblumen“ erschienen war. Seinen „Hedwig-Zyklus“ veröffentlichte Schullern im Jahre 1872. Musikdirektor Josef Pembaur erhielt von Schullern einige Lieder, die Pembaur vertonte. Im Jahre 1873 vollendete Schullern eine Tragödie: „Signe“, worin er den uralten, fremdartigen Sagenstoff der Völsunga saga (Kap. 1–8) für modernere Empfindungen künstlerisch zu gestalten versuchte.
Seinem Aufsatz über das „Letzte Aufgebot“ von Franz Defregger, einen Aufsatz, den Defregger, wie er zu Schullern sagte, zum Besten zählt, was über sein Bild geschrieben wurde, folgte eine ausführliche Besprechung des schönen Bildes: „Andreas Hofers letzter Gang“. Besonders hervorzuheben sind zwei Beiträge zur tirolischen Literatur- und Kulturgeschichte, die er 1879 im Boten für Tirol und Vorarlberg veröffentlichte: Die Biographien des tirolischen Dramatikers und Schauspielers A. L. Schenk und des akademischen Turnlehrers Franz Thurner. Am 11. März 1882 hielt Schullern bei der Feier des fünfzigjährigen Todestags Goethes im Redoutensaal den Festvortrag, der mit großem Beifall aufgenommen wurde, und den er am 30. März im Ferdinandeum wiederholte. In dieser Zeit griff er ein Lieblingsthema, den Unterschied zwischen poetischer und prosaischer Diktion, auf und legte viele Beobachtungen über das „poetische Bürgerrecht“ häufig gebrauchter Wörter und Wendungen in einer Abhandlung nieder, die erst 1886 fertiggestellt wurde.

### Schulmann
Seit 1869 widmete sich Schullern als Bezirksschulinspektor der Neuorganisation des Volksschulwesens. Er wurde im März 1872 mit der Inspektion der Schulen des Innsbrucker Stadt- und Landbezirkes betraut. Besonders eifrig nahm er sich um das Mädchenschulwesen in Innsbruck und der Errichtung einer weiblichen Fortbildungsschule an und lieferte dafür das Statut und die Lehrpläne. Seine Verdienste um das Tiroler Schulwesen wurde an maßgebender Stelle anerkannt. Er wurde im Dezember 1874 in die tirolische Landesschulbehörde zur Dienstleistung berufen, am 11. September 1879 zum kaiserlichen Rat und am 1. Oktober 1883 zum Ministerial-Konzipisten ernannt. Nach 15 Jahren Schulinspektorat und 12 Jahren Inspektor der städtischen Schulen von Innsbruck reichte Schullern aus gesundheitlichen Grüßen seinen Abschied ein.

### Dienst am öffentlichen Interesse
An den Festlichkeiten zum 100-jährigen Geburtstags Friedrich Schillers im Jahre 1859 beteiligte sich Anton von Schullern als Mitglied des Festkomitees und verfasste poetische Beiträge.
Im Oktober 1863 hielt er als Vorstand des neugegründeten Turnvereins bei der von ihm angeregten Gedenkfeier anlässlich 50 Jahre Völkerschlacht bei Leipzig, die Festrede im Redoutensaal (Stadtsaal) in Innsbruck.
Zur Jahresmitte 1863 wird er als Mitglied des Komitees für die Feier zur 500-jährigen Vereinigung Tirols mit Österreich beauftragt ein patriotisches Gedicht zu verfassen, dass im Innsbrucker Redoutensaal vor Kaiser Franz Josef vorgetragen wurde. Anlässlich der Veröffentlichung des Festgedichts: Lied von Österreich und Tirol entstand eine freundschaftliche Beziehung zu Bartholomäus von Carneri und in Folge mit Anastasius Grün. Im Dezember 1863 wird er in das Komitee zur Errichtung eines Denkmals zur Erinnerung an die Jubelfeier der Vereinigung Tirols mit Österreich gewählt.
1865 wurde Schullern einstimmig in ein Komitee gewählt, das sich die Ziele gesetzt hatte, das Geburtshaus des Dichters Hermann von Gilm mit seiner Büste zu schmücken und seine sterblichen Reste von Linz nach Innsbruck zu überstellen. Schullern dichtete ein inniges Grablied, das nach der Einsegnung der Überreste Gilms vor der St. Johanneskirche am Innrain von der lokalen Liedertafel gesunden wurde.
1867 in den Ausschuss des Tiroler Landesmuseums Ferdinandeum gewählt, übernahm er bis zu seinem plötzlichen Tod 1889 die Geschäfte des Sekretärs.
1870 wurde Schullern als Mitbegründer für sechs Jahre zum Vorstand des Tirolischen Volksschulvereins gewählt, der in Tirol hunderte Schüler mit Lehrmittel und tausende Kinder mit Kleidern und Schulbüchern versorgte. Unter der Leitung Schullerns erfolgte die Ausdehnung des Vereins mit der Gründung von Zweigvereinen im ganzen deutschsprachigen Tirol.
Am 28. Mai 1870 wurde er das erste Mal in den Gemeinderat von Innsbruck gewählt, wo er sich in mehreren Legislaturperioden um die Hebung des städtischen Schulwesens verdient machte.
Schullern war 1872/73 Mitglied der Wiener Weltausstellungskommission und in den Ausschüssen unterschiedlicher Vereine, u. a. des Konstitutionellen Vereins sowie des Sparkasse- und Musikvereins.
Auf den ihm 1875 gemachten Vorschlag, sich zum Abgeordneten Innsbrucks für den Landtag wählen zu lassen, ging er nicht ein. Ebenso lehnte er die angebotene Würde des Vizebürgermeisters der Stadt Innsbruck und die Stelle des Vorstandes des Tiroler Landesmuseum Ferdinandeum ab.

## Tod

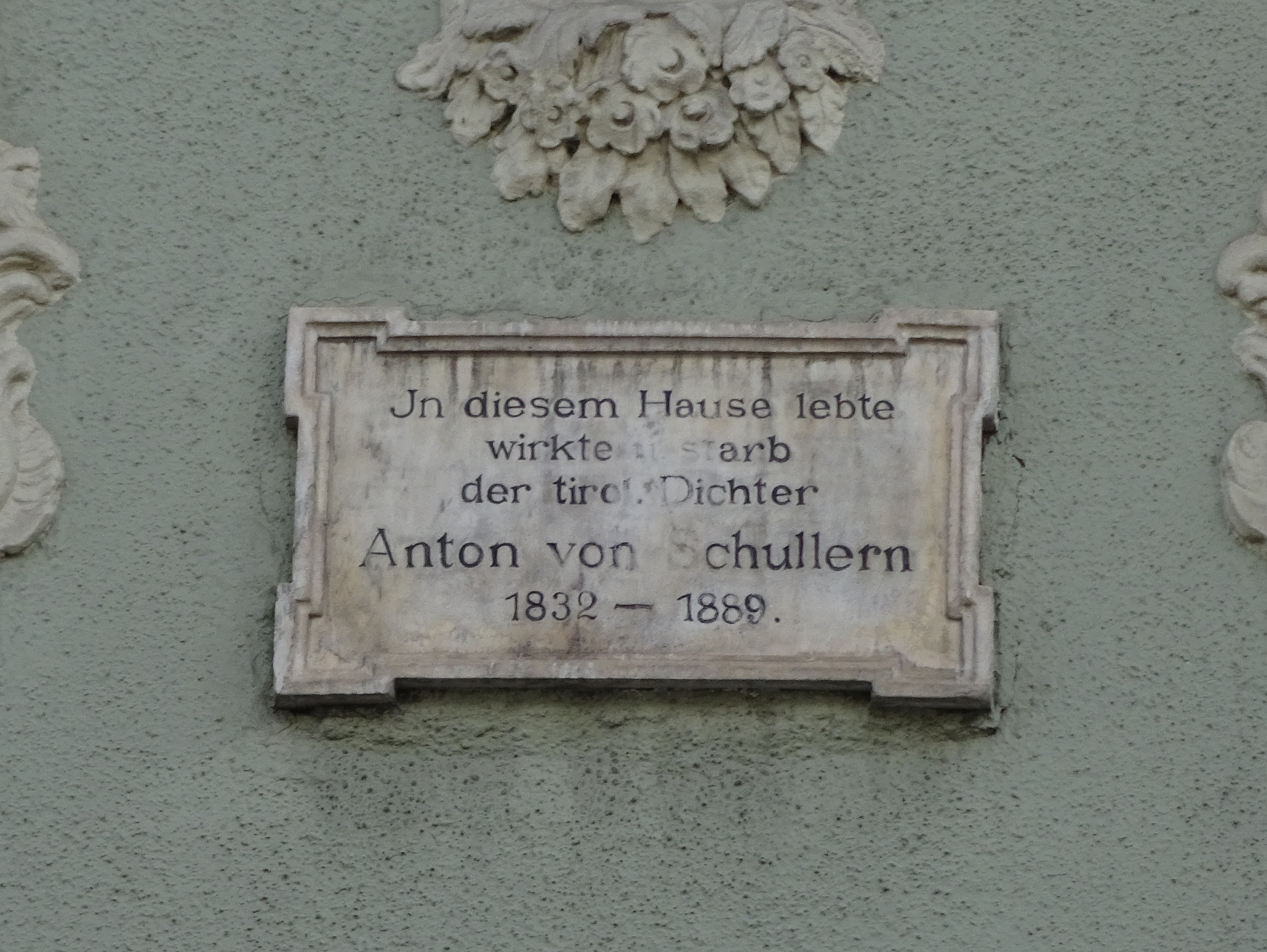
Gedenktafel am Wohnhaus

In der Nacht vom 11. auf den 12. Januar 1889 verstarb Anton von Schullern an plötzlichen Herzschlag. Sein Freund Johann Engensteiner schließt die ihm gewidmete Lebensbeschreibung mit den Worten: 

„Schullern war eine vornehme Erscheinung, schlank und kräftig gebaut, gewandt und sicher im Auftreten. Auf den Fernerstehenden machte er den Eindruck des zurückhaltenden feinen Weltmannes. Wer ihn genauer kennen lernte, wer ihn sprechen hörte und in sein geistvolles Antlitz, in seine treuen blauen Augen blickte, der wurde gefesselt von der Lauterkeit und Milde seines menschenfreundlichen Wesens. Sein Herz war ohne Arg und voller Güte und so hat Schullern nach Goethes Wort gelebt: Edel sei der Mensch, hilfreich und gut.“

## Gedenken
Die Schullernstraße im Innsbrucker Stadtteil Pradl wurde zu Ehren von Anton von Schullern und seinen Söhnen Hermann und Heinrich benannt. An seinem Wohn- und Sterbehaus Burggraben 4 befindet sich eine Gedenktafel.

## Vorfahren
| Ahnentafel Schullern zu Schrattenhofen      | Ahnentafel Schullern zu Schrattenhofen | Ahnentafel Schullern zu Schrattenhofen                                                     | Ahnentafel Schullern zu Schrattenhofen                                               | Ahnentafel Schullern zu Schrattenhofen                                               | Ahnentafel Schullern zu Schrattenhofen                                                      | Ahnentafel Schullern zu Schrattenhofen                                                      | Ahnentafel Schullern zu Schrattenhofen                                               | Ahnentafel Schullern zu Schrattenhofen                                               |
| ------------------------------------------- | --- | ------------------------------------------------------------------------------------------ | ------------------------------------------------------------------------------------ | ------------------------------------------------------------------------------------ | ------------------------------------------------------------------------------------------- | ------------------------------------------------------------------------------------------- | ------------------------------------------------------------------------------------ | ------------------------------------------------------------------------------------ |
| Ururgroßeltern                              | Anton Schueller Ritter v. Schuellern zu Schrattenhofen, wird 1734 in den Ritterstand erhoben ⚭ Eleonore Lachemayr v. Ehrenheim u. Madlein | Hans Preu v. Lusenegg u. Korburg ⚭ Anna Gstirner v. Weidach u. Egerdach                    | Franz Josef v. Leiß zu Laimburg ⚭ Anna Barbara Schmid v. Schmidsfelden               | Anton Schreibern zu Schwanenhausen ⚭ Anna Haslmayr v. Grasegg                        | Jakob Weinhart v. Thierburg u. Vollandsegg ⚭ Maria Theresia Hackher zu Hart                 | Friedrich Payr zum Thurn ⚭ Maria Theresia Veßmayr zu Weyerburg u. Palbyth                   | Urban Miller ⚭ Agnes Miller                                                          | Karl (v.) Miller ⚭ Katharina Zängerl                                                 |
| Urgroßeltern                                | Johann Jakob Schueller v. Schullern zu Schrattenhofen ⚭ Helene Preu v. Lusenegg u. Korburg                                                | Johann Jakob Schueller v. Schullern zu Schrattenhofen ⚭ Helene Preu v. Lusenegg u. Korburg | Franz Karl v. Leiß zu Laimburg ⚭ Anna Schreibern zu Schwanenhausen                   | Franz Karl v. Leiß zu Laimburg ⚭ Anna Schreibern zu Schwanenhausen                   | Karl Josef Weinhart v. Thierburg u. Vollandsegg ⚭ Maria Felicitas Payr zum Thurn u. Palbyth | Karl Josef Weinhart v. Thierburg u. Vollandsegg ⚭ Maria Felicitas Payr zum Thurn u. Palbyth | Franz Anton Miller ⚭ Katharina (v.) Miller                                           | Franz Anton Miller ⚭ Katharina (v.) Miller                                           |
| Großeltern                                  | Anton Albert v. Schullern zu Schrattenhofen ⚭ Marianna v. Leiß zu Laimburg                                                                | Anton Albert v. Schullern zu Schrattenhofen ⚭ Marianna v. Leiß zu Laimburg                 | Anton Albert v. Schullern zu Schrattenhofen ⚭ Marianna v. Leiß zu Laimburg           | Anton Albert v. Schullern zu Schrattenhofen ⚭ Marianna v. Leiß zu Laimburg           | Karl Michael Weinhart v. Thierburg u. Vollandsegg ⚭ Franziska Thekla Miller                 | Karl Michael Weinhart v. Thierburg u. Vollandsegg ⚭ Franziska Thekla Miller                 | Karl Michael Weinhart v. Thierburg u. Vollandsegg ⚭ Franziska Thekla Miller          | Karl Michael Weinhart v. Thierburg u. Vollandsegg ⚭ Franziska Thekla Miller          |
| Eltern                                      | Johann v. Schullern zu Schrattenhofen ⚭ Antonie Weinhart v. Thierburg u. Vollandsegg                                                      | Johann v. Schullern zu Schrattenhofen ⚭ Antonie Weinhart v. Thierburg u. Vollandsegg       | Johann v. Schullern zu Schrattenhofen ⚭ Antonie Weinhart v. Thierburg u. Vollandsegg | Johann v. Schullern zu Schrattenhofen ⚭ Antonie Weinhart v. Thierburg u. Vollandsegg | Johann v. Schullern zu Schrattenhofen ⚭ Antonie Weinhart v. Thierburg u. Vollandsegg        | Johann v. Schullern zu Schrattenhofen ⚭ Antonie Weinhart v. Thierburg u. Vollandsegg        | Johann v. Schullern zu Schrattenhofen ⚭ Antonie Weinhart v. Thierburg u. Vollandsegg | Johann v. Schullern zu Schrattenhofen ⚭ Antonie Weinhart v. Thierburg u. Vollandsegg |
| Anton Kaspar v. Schullern zu Schrattenhofen | |                                                                                            |                                                                                      |                                                                                      |                                                                                             |                                                                                             |                                                                                      |                                                                                      |